# Othakadai
Othakadai é uma panchayat (vila) no distrito de Madurai, no estado indiano de Tamil Nadu.

## Demografia
Segundo o censo de 2001,  Othakadai  tinha uma população de 12,185 habitantes. Os indivíduos do sexo masculino constituem 52% da população e os do sexo feminino 48%. Othakadai tem uma taxa de literacia de 75%, superior à média nacional de 59.5%: a literacia no sexo masculino é de 81% e no sexo feminino é de 70%. Em Othakadai, 13% da população está abaixo dos 6 anos de idade.